# بردالبا
بردالبا (به اسپانیایی: Bordalba) یک دهستان در اسپانیا است که در استان ساراگوسا واقع شده‌است. بردالبا ۴۱ کیلومتر مربع مساحت و ۹۲ نفر جمعیت دارد.